# Potok Górkowy
Górkowy Potok – potok, prawy dopływ Kamienicy.
Potok wypływa w miejscowości Kamienica w województwie małopolskim, w powiecie limanowskim. Ma kilka źródłowych cieków w dolinach na północno-wschodnich stokach szczytów Goły Wierch, Kopiec i Twarogi w Gorcach. Spływa początkowo w kierunku północno-wschodnim między grzbietami tych szczytów, niżej zmienia kierunek na wschodni i uchodzi do Kamienicy na wysokości około 393 m. Tuż przed ujściem łączy się z Cisowym Potokiem.
Cała zlewnia Górkowego Potoku znajduje się w granicach wsi Kamienica. Jej górna część znajduje się w zalesionych obszarach Gorców, dolna na bezleśnym i zabudowanym obszarze Kamienicy.